# Bert Van Poucke
Bert Van Poucke (Deinze, 1976) is een Belgisch voormalig (stem)acteur. Zijn bekendste televisierol is die van Hugo in De Kotmadam. Na zijn carrière als acteur werd hij makelaar in vastgoed.

## Biografie
Met NTGent speelde Bert Van Poucke in A Clockwork Orange, Midzomernachtsdroom en de musical Peter Pan. In 2007 en 2008 speelde hij met Aron Wade De Kennedys, een mix van theater, cabaret en politieke satire. In 2009 stond hij op de planken in de eerste productie van het Publiekstoneel, Zaterdag zondag maandag.
Van Poucke speelde verder ook gastrollen in Wittekerke (Jean-Pierre 'Jempi' Struys), Droge voeding, kassa 4 (Wim), Zone Stad (man) en Rox (Pieter). In het VTM-sketchprogramma Grappa speelde hij de rol van Freddy ‘de zot’. Hij spreekt ook de stemmen in van Bob, Commandant Beckster en Tony Razzo in De avonturen van K3. 
In februari 2019 was hij te zien in het VIER programma Huizenjagers als 1 van de 3 makelaars.